# Alfresco
Alfresco es un sistema de administración de contenidos de código fuente libre, desarrollado en Java, basado en estándares abiertos y de escala empresarial para sistemas operativos tipo Windows, Unix Solaris y algunas versiones de Linux.
Se distribuye en tres variantes diferentes:
- Alfresco Community Edition: Es software libre, con licencia LGPL de código abierto y estándares abiertos.
- Alfresco Enterprise Edition: Se distribuye bajo licencia de código abierto y estándares abiertos, con la posibilidad de soporte comercial y propietario a escala empresarial.
- Alfresco Cloud Edition (Alfresco in the cloud) que es la versión SaaS o Software como Servicio de Alfresco.

Está diseñado para usuarios que requieren un alto grado de modularidad y rendimiento escalable. Alfresco incluye un repositorio de contenidos, un framework de portal web para administrar y usar contenido estándar en portales, una interfaz CIFS (el antiguo SMB) que provee compatibilidad de sistemas de archivos en Windows y sistemas operativos tipo Unix, un sistema de administración de contenido web, capacidad de virtualizar aplicaciones web y sitios estáticos vía Apache Tomcat, búsquedas vía el motor Apache Solr-Lucene y flujo de trabajo en jBPM.

## Historia
Alfresco fue fundado en 2005 por John Newton, cofundador de Documentum y John Powell, ex COO de Business Objects. Entre sus inversionistas se incluyeron SAP, Accel Partners y Mayfield Fund. El personal técnico original estaba compuesto por ingenieros provenientes de Documentum y Oracle. Mientras que el producto inicial de Alfresco Inc. estaba enfocado inicialmente en la gestión de documentos, en mayo de 2006 se anunció la intención de expandirlo hasta abarcar la gestión de contenido web tras contratar personal técnico y directivo de Interwoven. En 2007, Alfresco contrató al principal ingeniero de ventas de Vignette.

## Uso
Alfresco es utilizado como software de gestión documental para documentos, páginas web, registros, imágenes y desarrollo colaborativo de contenido.

## Características
- Gestión de documentos
- Gestión de contenido web (incluyendo aplicaciones web y virtualización de sesiones)
- Versionado a nivel de repositorio (similar a Subversion)
- Superposición transparente (similar a UnionFS)
- Gestión de registros
- Gestión de imágenes
- XForms autogenerados con soporte AJAX
- Publicación integrada
- Acceso al repositorio vía CIFS/SMB, FTP y WebDAV
- Flujo de trabajo basado en BPM Activiti
- Búsquedas implementadas con el motor Lucene
- Servidores descentralizados
- Soporte de varios idiomas
- Empaquetamiento de aplicación portable
- Soporte multiplataforma (oficialmente Windows, GNU/Linux y Solaris)
- Interfaz gráfica basada en navegadores de Internet (oficialmente Internet Explorer y Mozilla Firefox)
- Integración de escritorio con Microsoft Office y OpenOffice.Org
- Soporte de clustering (despliegue en varios servidores)

## Reconocimientos
- 2007
  - InfoWorld: Best of Open Source Applications BOSSIE Award Winner
  - Computerworld Honors Program: Finalist
  - Sand Hill Group: Top Software Innovator
  - Network World: Top Ten Enterprise Software Companies to watch
  - Gartner: “Cool Vendors in Content Management, 2007”
  - World Economic Forum: Technology Pioneer of 2007
- 2005
  - OSBC: Emerging Elite Award